# 숭어
숭어(영어: flathead grey mullet)는 숭어과의 물고기이다. 어린 개체는 모쟁이, 동어, 또는 살모치라 부른다. 하지만 바닷물에서도 살 수 있고, 먹이를 구하기 위해서 바다에 내려간다. 조선시대 기록에는 숭어(崇魚), 수어(秀魚), 수어(水魚) 등으로 표기했다. 한국 및 전 세계의 온대와 열대 지방에 분포한다. (태평양, 대서양, 인도양) 연안이나 강의 하구에서 무리를 이루며 생활한다. 연어과의 물고기인 송어와 이름이 비슷하지만 전혀 다른 물고기이다.
먹이로는 식물성 플랑크톤, 유기물 등이 있다. 숭어과에 속한 물고기로는 숭어 이외에도 가숭어, 등줄숭어 등이 있는데, 등이 청색이며 배는 은색이다. 양식을 한다.
몸길이 155-180cm이며 몸은 가늘고 길다. 몸빛깔은 등쪽이 회청색이고 배쪽이 은백색이다. 머리가 둥글고 무디며 입이 작다. 민물과 바다에 살며, 이가 매우 약하거나 없다. 바다 물고기지만, 민물을 좋아하여 민물로도 온다.  각 비늘 중앙에 흑색 반점이 있어 여러 줄의 작은 세로줄이 있는 것처럼 보인다. 위턱은 아래턱보다 약간 짧다. 늦가을부터 점차 피하지방이 많아지고 지방질의 눈꺼풀이 생기며 겨울철에는 이것이 발달하여 시력이 매우 떨어진다. 옆줄은 없다. 어린 물고기는 바닷물과 민물이 서로 섞이는 곳이나 담수역에 살다가 몸길이 25cm 내외가 되면 바다로 내려간다. 세계의 온대와 열대지방에 널리 분포한다. 신선한 것은 생선회로 이용되고 있다.